# Desperado City
Pour plus de détails, voir Fiche technique et Distribution.
Desperado City est un film dramatique ouest-allemand écrit et réalisé par Vadim Glowna et sorti en 1981.
Le film remporte la Caméra d'or au Festival de Cannes 1981.

## Synopsis
Fils d'un riche banquier, Skoda choisit de devenir chauffeur de taxi de nuit. Un métier qui lui permet de croiser, d'un bout à l'autre de la ville, de nombreux noctambules.

## Fiche technique
- Titre : Desperado City
- Réalisation : Vadim Glowna
- Scénario : Vadim Glowna
- Photographie : Thomas Mauch
- Montage : Helga Borsche
- Musique : Stanley Walden
- Pays d'origine : Allemagne de l'Ouest
- Langue originale : allemand
- Format : couleur
- Genre : dramatique
- Durée : 97 minutes
- Dates de sortie :
  -  Allemagne de l'Ouest : 23 avril 1981

## Distribution
- Siemen Rühaak : Skoda
- Beate Finckh : Liane
- Vera Tschechowa : Hilke
- Karin Baal : Eva Buchholz
- Witta Pohl : Gertrud
- Vadim Glowna : Paul
- Domenica Niehoff : Titten-Ilsa
- Heinz Domez : Kurt
- Irmgard Veithen : Blondie
- Rosemarie Heinikel : Algerien-Rita
- Caroline Haggerty : Mona
- Stanley Walden : Stanley
- Harry Kuznia : Walter
- Peter Nusser : Ekke
- Heino Lucht : Berni
- Hanno Thurau : Heinz
- Uwe Hacker : Pfandleiher
- Klaus Kiehle : Ledertyp
- Frankie : 1er forain
- Lorenzo Basso : 2e forain
- Ursula Schaefflein-Dietrich : Chefin
- Senta Sommerfeld : Frau Hölermann
- Carmela di Napoli : Gerti
- George Moorse : Liebhaber